# Perosyna indonesica
Genre
Espèce
Perosyna indonesica, unique représentant du genre Perosyna, est une espèce de copépodes de la famille des Rhynchomolgidae.

## Distribution
Cette espèce est endémique des Moluques en Indonésie. Elle se rencontre dans la mer de Banda.
Ce copépode est associée à l'Alcyonacea Sarcophyton glaucum.

## Description
La femelle holotype mesure 1,36 mm et le mâle paratype 1,13 mm.

## Étymologie
Son nom d'espèce lui a été donné en référence au lieu de sa découverte, l'Indonésie.

## Publication originale
- Humes, 1982 : Copepoda (Poecilostomatoida, Lichomolgidae) associated with alcyonacean genus Sarcophyton in the Indo-Pacific. Publications of the Seto Marine Biological Laboratory, vol. 27, no 1-3, p. 25-76.